# Lars Larsen (fodboldspiller, født 1951)
 Der er flere personer med dette navn, se Lars Larsen (flertydig).
Lars Larsen (født 8. december 1951) er en dansk tidligere fodboldspiller, der spillede hele sin karriere i Boldklubben Frem. 
Larsen spillede 514 kampe og scorede 94 mål i sine 19 år i klubben. Larsen spillede desuden 22 kampe for Danmarks fodboldlandshold.